# Leyla Pafumi
Leyla Pafumi Muscolino (Taormina, 1975) è una conduttrice televisiva ed ex modella italiana.

## Carriera
Dopo essersi diplomata come fotografa partecipa nel 1992 al concorso di bellezza Miss Italia, arrivando in finale con il titolo di Miss Gambissime Sicilia, e l'anno successivo vince il concorso Un volto x fotomodella 1993 (concorso che come ex-vincitrice la vedrà nella giuria in alcune delle edizioni successive).
Dopo aver lavorato in Sicilia come modella in alcune sfilate minori, nell'autunno del 1994 diviene valletta della trasmissione Ok, il prezzo è giusto! su Canale 5, sostituendo Daniela Scandola, e l'anno seguente è la valletta di Alberto Castagna in Casa Castagna, sempre su Canale 5. Dopo questa esperienza si allontana temporaneamente dalla televisione e studia recitazione prima con Pietro Garinei e poi al Centro Sperimentale di Cinematografia di Roma, studi a cui continua ad affiancare il lavoro di modella.
Nel 2000 è, con Mauro Lorenz, la protagonista della serie di sei documentari storici della RAI sui ponti di Roma I Ponti della Storia e della Leggenda, per la regia di Ralph Lorbeer (pseudonimo del prefetto Raffaele Lauro) e Daniele Pettinari.
Dal 2004 conduce, insieme a Nino Graziano Luca, nell'ambito dei programmi realizzati da Rai Notte,  le trasmissioni Effetto Ieri (approfondimento su un evento della storia recente, con il commento del direttore dell'ANSA) e Alla Gallina Abbuffata, nel palinsesto notturno di Rai 2, conduzioni che verranno confermate anche negli anni successivi. A gennaio 2004 ha anche presentato, in coppia con Adele di Benedetto, la sfilata di moda "Cine Fashion Creative Stage", svoltasi in uno dei teatri di produzione di Cinecittà.
Nel 2005 è stata con Marco Di Buono l'inviata in esterni del programma Rai RaiLife, che ha seguito in diretta (su Rai Uno, Rai Utile e in radio su Isoradio e StereoNotte/Rai Radio Uno) la Notte bianca di Roma, svoltasi tra il 17 e il 18 settembre.
Nel 2006 ha condotto, sempre insieme a Nino Graziano Luca, la finale del concorso di bellezza The Look of the year al Palacongressi di Taormina, che viene trasmessa dalle reti facenti parte del network di Cinquestelle.
A partire dai primi anni del XXI secolo e anche uno dei volti principali della syndication di Cinquestelle e del canale satellitare EcoTv (che era reperibile alla posizione 906 di Sky Italia), in cui conduce il programma di moda Couture, il programma musicale Non solo EmTiVi sui gruppi indipendenti ed autoprodotti, Biography, Caffè letterario e la striscia settimanale di interviste e gossip Talk Talk.
Nel maggio 2011 ha ricevuto il Press Award 2011 durante la XV edizione della manifestazione Moda Movie di Cosenza.
Nel 2017 è la conduttrice delle trasmissioni di Electric Mobility Channel sul canale tematico Sky Automoto TV e rimane tra le conduttrici del canale anche dopo la sua trasformazione in MS Motor TV nel 2020.
Come modella, nei quasi 15 anni di carriera, ha sfilato con numerosi stilisti, tra cui Fernanda Gattinoni, Renato Balestra, Diane von Fürstenberg, Pino Lancetti e Raffaella Curiel. Dopo la gravidanza e la nascita di un figlio ha abbandonato momentaneamente il mondo della moda per concentrarsi sulle conduzioni televisive.